# 除蓋障院

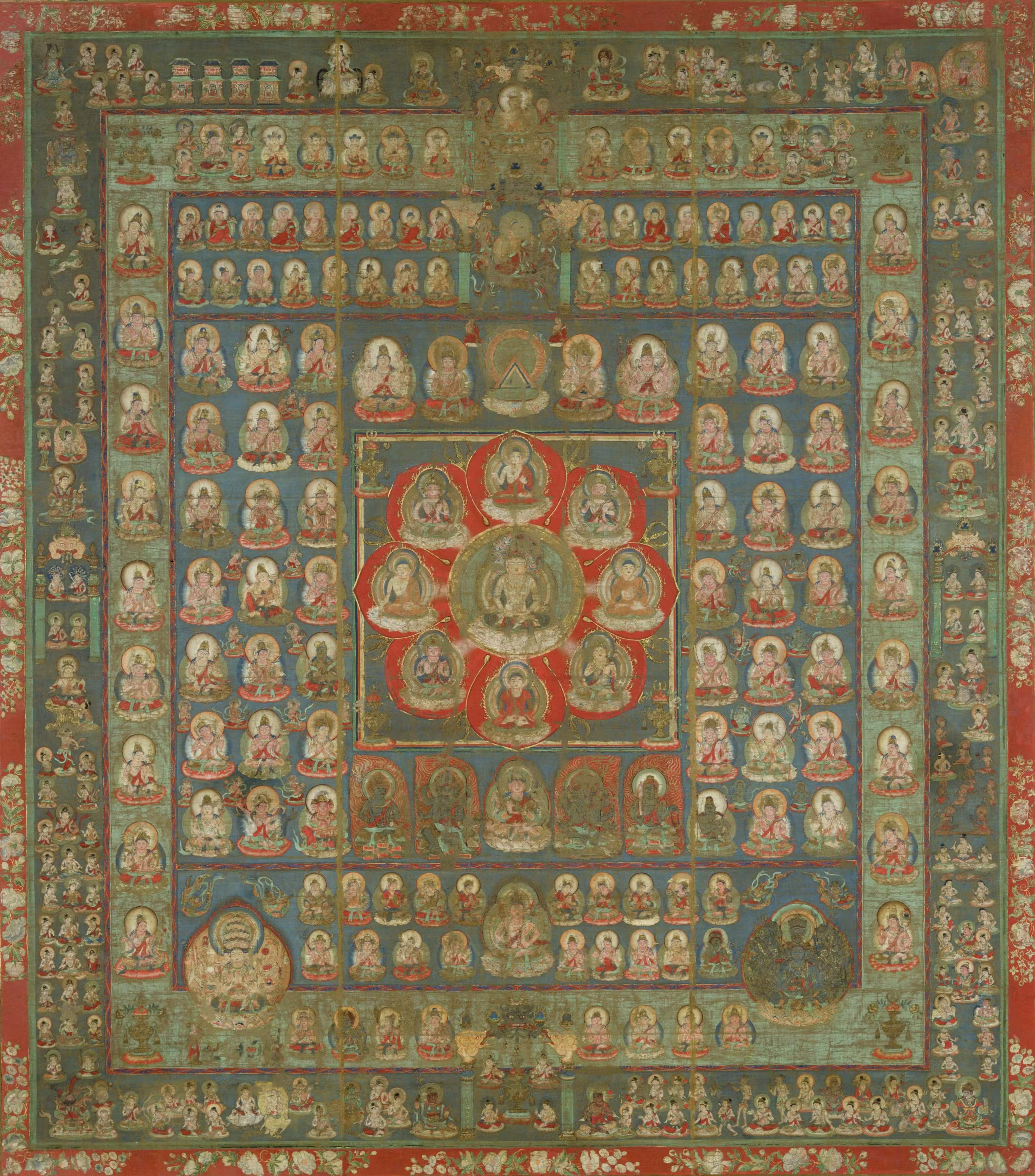
胎蔵曼荼羅

除蓋障院（じょがいしょういん）は両界曼荼羅の一つ胎蔵曼荼羅の右部（金剛手院の右）に位置する院（区画）。
不思議恵菩薩を主尊とし、人々の苦のもとである煩悩や執見といった蓋障をとりのぞく院。
文殊院で般若の智慧（無自性・空＝仏智）の実相を悟った結果として、この院で衆生の苦のもとである煩悩や執見といった蓋障が除かれる。
不思議恵菩薩を主尊とする、9つの菩薩によって構成される。
| 救護恵菩薩 くごえぼさつ               |
| 破悪趣菩薩 はあくしゅぼさつ           |
| 設無畏菩薩 せむいぼさつ               |
| 賢護菩薩 けんごぼさつ                 |
| 不思議恵菩薩 ふしぎえぼさつ           |
| 悲愍恵菩薩 ひみんえぼさつ             |
| 慈発生菩薩 じほっしょうぼさつ         |
| 折諸熱悩菩薩 しゃくしょねつのうぼさつ |
| 日光菩薩 にっこうぼさつ               |